# برسلیوس ۱۳۱۰۹
سیارک ۱۳۱۰۹ (به انگلیسی: 13109 Berzelius، نامگذاری:1993JB1) سیزده هزار و صد و نهمین سیارک کشف شده‌است که در ۱۴ مه ۱۹۹۳ کشف شد.
قدر مطلق سیارک برابر ۱۷.۰ است.